# Josefina de la Torre
Josefina  la Torre Millares (Las Palmas de Gran Canaria, 1907-Madrid, 12 de julio de 2002) fue una poeta, novelista, cantante lírica y actriz canaria vinculada a la Generación del 27 y la corriente vanguardista hispánica de la primera mitad del siglo XX. Está en la nómina de Las Sinsombrero.

## Trayectoria profesional
Fue la menor de cuatro hermanos, nacidos en el seno de la familia formada por Bernardo de la Torre (hombre de negocios muy comprometido con el desarrollo de la ciudad de Las Palmas de Gran Canaria) y Francisca Millares Cubas (hija del historiador, novelista y músico Agustín Millares Torres) dedicada por entero a las artes. Su tío era el barítono Néstor de la Torre Comminges.
De la Torre comenzó a escribir poesía a los nueve años, en 1915, cuando compuso unos versos dedicados al poeta modernista canario Alonso Quesada, aunque un año antes ya había escrito un poema de homenaje a Benito Pérez Galdós, y a los 15 comenzó a publicar en revistas. La influencia de su hermano Claudio, novelista y dramaturgo en auge en aquel momento, y Premio Nacional de Literatura en 1926, fue muy importante para su iniciación en el campo de la literatura y también de la representación teatral. Así en 1928, creó en su casa de Las Canteras el llamado Teatro Mínimo que dirigía su hermano Claudio.
Empezó a relacionarse con el escritor Pedro Salinas (quien escribirá el prólogo de su primer poemario, Versos y estampas, escrito en 1928, que evocaba una infancia isleña en versos de arte menor y en poemas en prosa de influencia juanramoniana.   De escritores vinculados a la Generación del 27 recibe una notable influencia.
Durante sus largas estancias en Madrid, aprovechó para perfeccionar sus estudios de canto en la escuela de Dahmen Chao, donde culminó su formación como soprano.
Su siguiente libro fue Poemas en la isla publicado en 1930. En 1934, junto con Ernestina de Champourcin fueron las dos únicas mujeres cuyos poemas fueron incluidos por Gerardo Diego en su Antología de la Poesía Española (Contemporáneos), de 1934.
En 1934 comenzó a trabajar como actriz de doblaje (de Marlene Dietrich) para la Paramount en Joinville, Francia; es entonces cuando coincidió con Luis Buñuel, con quien trabajó en doblaje, bajo las órdenes de Claudio de la Torre, que se dedicaba a adaptar guiones y dirigir los doblajes, así en la película Miss Fanes's Baby is Stolen (Un secuestro sensacional), de Alexander Hall, estrenada en España en 1935.
En 1935 regresó a Madrid, donde instaló su residencia, en un momento de su carrera en el que se quería dedicar de lleno a su carrera como soprano.  En febrero de 1935 dio un concierto, acompañada al piano por Cipriano Rivas Cherif, en el Teatro María Guerrero que se anunciaba como "Concierto de 1900". Otros escenarios recogieron la huella de Josefina de la Torre Millares como cantante: el Lyceum Femenino, el Instituto San Isidro de Madrid, el Monumental Cinema o la Residencia de Estudiantes de Madrid. Además de intérprete, Josefina de la Torre Millares compuso sus propias partituras. La más conocida lleva por título Puerto de mar.
Durante la guerra civil volvió a su ciudad natal. Allí publicaría sus primeras novelas, algunas con estructura cinematográfica, bajo el seudónimo Laura de Cominges (segundo apellido, éste, de su padre). en la colección La Novela Ideal, creación suya. Eran folletines que contaban historias de evasión. Gracias a esta iniciativa consiguieron el sustento económico difícil tras la guerra.
Entre 1940 y 1945, ya de vuelta en Madrid, realizó trabajos no solo como actriz, sino como ayudante de dirección, guionista y columnista de la revista cinematográfica Primer Plano (en cuya portada aparece en dos ocasiones). También participó como actriz en radionovelas, en Radio Nacional, y participó en varias películas con directores como Edgar Neville.
Su primer papel importante fue en la película Primer amor, dirigida por Claudio de la Torre. A esta le siguieron: La blanca Paloma (Claudio de la Torre); Y tú, ¿quién eres?, (Julio de Fletchner); Misterio en la marisma (Claudio de la Torre); El camino del amor (José María Castellví); Una herencia en París (Miguel Pereyra) y La vida en un hilo, su último trabajo (Edgar Neville), junto a Conchita Montes y Rafael Durán. Años más tarde publicó Memorias de una estrella, novela en la que narra la historia de una actriz que abandona el cine en pleno éxito.
Formó parte de la compañía del teatro María Guerrero, con la obra La rabia, libreto que se basaba en la obra La cena del Rey Baltasar, original de Pedro Calderón de la Barca, y dirigida por Luis Escobar. En 1944 entró a formar parte del grupo de actores y actrices del Teatro invisible de RNE, donde permaneció hasta 1957, momento en el que pasó a trabajar en La Voz de Madrid.
Dedicada de lleno al teatro, en 1946 fundó su propia compañía de comedias (Compañía de Comedias Josefina de la Torre), junto a su esposo. La compañía llevó a escena una quincena de obras, entre otras: El caso de la mujer asesinadita, de Miguel Mihura, o Casa de muñecas, de Henrik Ibsen. En los años sesenta llegó a participar en la primera versión española del musical Sonrisas y lágrimas. También trabajó, hasta 1958 para otras compañías de teatro como Dido Pequeño Teatro, T.O.A.R. , el Teatro Nacional María Guerrero y Ensayo del Teatro Español y las compañías de Amparo Soler Leal, Nuria Espert, María Fernanda D'Ocón y Vicente Parra. Su última intervención como actriz fue en la serie de Televisión Española Anillos de oro (1983).
Durante el periodo franquista Josefina de la Torre  publicó un libro de versos, Marzo incompleto, publicado en 1968, En 1954 publicó dos novelas: Memorias de una estrella y En el umbral. En 1978 se casa con Ramon Corroto, y aunque el es menor que ella, muere en 1980. Josefina nunca tuvo hijos y su anhelo de tenerlos se refleja en algunos de sus poemas. En 1988 publicó Medida del tiempo. Durante los años ochenta, Josefina de la Torre Millares escribió el poemario Él, manuscrito e inédito.
Murió en Madrid a los 95 años de edad por un ataque cardíaco el 12 de julio de 2002

## Reconocimientos
- En Santa Lucía de Tirajana (Gran Canaria), se encuentra el Instituto Josefina de la Torre.[10]
- (2000) Fue nombrada Miembro de honor de la Academia Canaria de la Lengua.
- (2001) La Associated University Press de New York, publicó un ensayo titulado Absence and Presence, de Catherine G. Bellvev; en él se incluye a Josefina de la Torre Millares como una de las cinco poetisas españolas más relevantes de los años veinte y treinta del siglo XX.
- (2001) Del 4 al 15 de mayo de 2001 se dio en la Residencia de Estudiantes de Madrid la exposición titulada: Los álbumes de Josefina de la Torre: La última voz del 27. El acto de inauguración contó con la presencia de la poetisa a pesar de tener cumplidos los 93 años, siendo ésta su última aparición pública. La Exposición fue itinerante por diversos lugares de Canarias.
- (2002) El Gobierno de Canarias le concedió la Cruz de la Orden «Islas Canarias».[11]
- (2007) El Ministerio de Fomento bautizó al Sasemar 103, uno de sus aviones de patrulla marítima con su nombre, operado por la Sociedad de Salvamento y Seguridad Marítima.
- (2011) El Teatro Cuyás (Las Palmas de Gran Canaria), homenajeó a la artista poniendo su nombre a una de sus salas.[12]
- (2019) En el mes de diciembre el Gobierno de Canarias aprueba la propuesta de la Consejería de Educación de dedicar el Día de las Letras Canarias 2020 a la escritora Josefina de la Torre con la finalidad de reconocer y difundir su trabajo.[13]
- (2020) Se celebró el Día de las Letras Canarias dedicado a Josefina de la Torre.[14]

## Obras y ediciones actuales de su poesía
- Versos y estampas, Málaga, Litoral, 1927.
- Poemas de la isla, Barcelona, Altés, 1930.
- Marzo incompleto, revista Azor, 1933; revista Fantasía, 19 de agosto de 1947; Las Palmas de Gran Canaria (col. San Borondón), 1968.
- Poemas de la isla, Madrid, Biblioteca Básica Canaria, núm. 30, Viceconsejería de Cultura y Deportes, Gobierno de Canarias, 1989 [incluye los tres libros citados más el inédito Medida del tiempo].
- Poemas (2003), Santa Cruz de Tenerife, Idea.
- Poemas (2004), Santa Cruz de Tenerife, Interseptem.
- Jeanne Marie, Los caminos del alma / Les Chemins de l’âme - memoria viva de los poetas del 27’ mémoire vive des poètes de la Génération de 1927, éditions Paradigme Orléans
- Poesía completa. 2 volúmenes (2020), Madrid, Torremozas.